# キッチョメン!石神井先生
『キッチョメン!石神井先生』（キッチョメン しゃくじいせんせい）は、泉昌之による日本の漫画。『小学五年生』（小学館）にて1992年から1996年にかけて連載。

## 概要
あまりにキチョウメンで『キッチョメン』とあだ名される小学校教師、石神井先生。その几帳面な学校生活、ちょっと寂しい独身生活が描かれている。

## 登場人物
石神井実（しゃくじい みのる）
本作の主人公。43歳独身。5年1組担任。
ヘッポココーポ2階の角部屋在住。
好物はカレーライスと冷や中（冷やし中華）。
カナヅチで自転車に乗れない。パソコン等の機械類も苦手。
持ち歌はフランク・シナトラの『マイウェイ』。
山田先生
通称ヤマセン、特技は休み時間つぶし
小平先生
石神井先生の同僚の初老の男性教師。ピアノが弾ける。
所沢先生
石神井先生の同僚の男性教師。独身。1泊5万の温泉旅行に石神井先生とともに行く。
秋津先生
石神井先生の同僚の女性教師。
特徴的な髪形をしており、何度か登場する。
東長崎先生
石神井先生の同僚の女性教師。

## 書誌情報
- キッチョメン!石神井先生（てんとう虫コミックス） - 1994年4月1日、小学館。ISBN 978-4091422118
- キッチョメン!石神井先生―完全版 - 2001年10月1日、青林堂。ISBN 978-4792603427